# Gymnocrex
A  Gymnocrex a madarak osztályának darualakúak (Gruiformes) rendjébe és a  guvatfélék (Rallidae) családjába tartozó nem.

## Rendszerezésük
A nemet Tommaso Salvadori olasz ornitológus írta le 1875-ben, az alábbi fajok tartoznak ide:
- Talaud-szigeteki guvat (Gymnocrex talaudensis)
- vörösszárnyú mangroveguvat (Gymnocrex plumbeiventris)
- celebeszi mangroveguvat (Gymnocrex rosenbergii)